# الفراكنة (مطران)
الفراكنة هو دُوَّار يقع بجماعة مطران، إقليم سيدي بنور، جهة الدار البيضاء سطات في المملكة المغربية. ينتمي الدوّار لمشيخة مطران التي تضم 20 دواوير. يقدر عدد سكانه بـ 285 نسمة حسب الإحصاء الرسمي للسكان والسكنى لسنة 2004.

## روابط خارجية
- البوابة الوطنية للجماعات الترابية
- المندوبية السامية للتخطيط